# Ак-Дашский сумон
Ак-Дашский сумон — административно-территориальная единица (сумон) и муниципальное образование со статусом сельского поселения в Сут-Хольском кожууне Тывы Российской Федерации.
Административный центр и единственный населённый пункт сумона — село Ак-Даш.

## Население
| 2017 | 2018 |
| ---- | ---- |
| 563  | ↗569 |